# Гаплогруппа K(xLT) (Y-ДНК)
В популяционной генетике и геногеографии человека, изучающих Y-хромосомные гаплогруппы, K2 или K-M526 (ранее известная как K(xLT) и MNOPS) — патрилинейная наследственность, характеризуемая Y-хромосомной ДНК-мутацией M526/PF5979. Поскольку от неё происходит целый ряд других гаплогрупп, является макрогруппой. По данным компании YFull гаплогруппа K2-M526 произошла от макрогруппы K-M9 47 200 лет назад. Татьяна Карафет с коллегами в работе 2014 года пришла к выводу, что быстрая диверсификация K2-M526 произошла, вероятно, в Юго-Восточной Азии.
В ранних версиях древа Y-ДНК отсутствовала (в макрогруппе K, наряду с малыми субкладами, напрямую выделялись ветви L, M, NO и P, в 2008 году к ним добавились S и T). Впоследствии в группах NO и P была открыта общая мутация rs2033003, и в 2009 году эти гаплогруппы стали рассматриваться как ветви макрогруппы NOP. Однако уже в 2010 году выяснилось, что эта же метка (получившая имя M526) присутствует и в группах M и S, так что была сформирована макрогруппа MNOPS. Далее, в 2011 году были обнаружены мутации, роднящие гаплогруппы L и T, а M526 была обнаружена и у малых субклад K1, K2, K3 и K4, так что на дереве гаплогрупп появилась группа LT, а группу MNOPS переименовали в K(xLT), поскольку теперь под макрогруппой K осталось лишь две ветви: «LT» и «не-LT».
Это «революционное» решение ИХК (англ. Y Chromosome Consortium (YCC)) породило ряд споров, потому что, во-первых, возникла путаница: группы K1, K2, K3, K4 стали относиться не напрямую к K, но вместо этого к её субкладе K(xLT), во-вторых, формулировка вида «K(xLT)» традиционно означала «всё, относящееся к K, кроме относящегося к LT» (или, короче — «K вне LT»), и теперь нет очевидного способа различать между старым и новым употреблением. Разница в их значениях в данном конкретном случае не велика, но вполне определённа, а именно: «K(xLT)» в традиционном смысле включало бы также парагруппу K* и возможно открытые бы в будущем ветви K, не имеющие метки M526, но не относящиеся и к LT.
Традиционным решением в такой ситуации могло бы быть:
1. переименовать гаплогруппы K1, K2, K3 и K4 в U, V, W и X, а макрогруппу MNOPS в MNOPSUVWX;
2. переименовать K1, K2, K3 и K4 в K(xLT)1, K(xLT)2, K(xLT)3 и K(xLT)4;
3. переименовать LT в K1, MNOPS в K2, а K1, K2, K3 и K4 в K2a, K2b, K2c и K2d, в этом случае M, NO, P и S оказываются подмножествами ветви K2;

однако Консорциум не счёл эти варианты удовлетворительными и постановил в порядке исключения допустить иерархическую несогласованность в обозначении ветвей K и K(xLT).
В 2012 году подветвь K1 была язъята из дерева, так как была признана недостаточно древней, а K2, K3 и K4 переименованы в K1, K2 и K3 соответственно.

## Палеогеография
- Y-хромосомная гаплогруппа K2 (K(xLT)) первоначально была опубликованана у усть-ишимского человека, жившего 45 тыс. лет назад[4], но в 2016 году определили, что он относится к субкладе K2a*-M2308, родственной гаплогруппе NO, также как и образец Oase 1 из румынской пещеры Пештера-ку-Оасе[5][6].
- K2b-P331 определена у человека из пещеры Тяньюань (Китай) возрастом 40 тыс. лет[7].

## Древо
Общая структура следующая:

|  | [N] (Северная Азия, Северная Европа и Восточная Европа) |
|  |                                                         |
|  | [O] (Восточная Азия, Юго-Восточная Азия и Океания)      |
|  |                                                         |

| Макрогруппа R1 | \| \| [R1a] (Восточная Европа, Южная Азия и Средняя Азия) \| \| \| \| \| \| [R1b] (Западная Европа, Центральная Африка и Средняя Азия) \| \| \| \| |
|                | \| \| [R1a] (Восточная Европа, Южная Азия и Средняя Азия) \| \| \| \| \| \| [R1b] (Западная Европа, Центральная Африка и Средняя Азия) \| \| \| \| |
|                | [R2] (Южная Азия) |
|                | |
|                | [R1a] (Восточная Европа, Южная Азия и Средняя Азия)                                                                                                |
|                | |
|                | [R1b] (Западная Европа, Центральная Африка и Средняя Азия)                                                                                         |
|                | |

|  | [R1a] (Восточная Европа, Южная Азия и Средняя Азия)        |
|  |                                                            |
|  | [R1b] (Западная Европа, Центральная Африка и Средняя Азия) |
|  |                                                            |

| Макрогруппа R1 | \| \| [R1a] (Восточная Европа, Южная Азия и Средняя Азия) \| \| \| \| \| \| [R1b] (Западная Европа, Центральная Африка и Средняя Азия) \| \| \| \| |
|                | \| \| [R1a] (Восточная Европа, Южная Азия и Средняя Азия) \| \| \| \| \| \| [R1b] (Западная Европа, Центральная Африка и Средняя Азия) \| \| \| \| |
|                | [R2] (Южная Азия) |
|                | |
|                | [R1a] (Восточная Европа, Южная Азия и Средняя Азия)                                                                                                |
|                | |
|                | [R1b] (Западная Европа, Центральная Африка и Средняя Азия)                                                                                         |
|                | |

|  | [R1a] (Восточная Европа, Южная Азия и Средняя Азия)        |
|  |                                                            |
|  | [R1b] (Западная Европа, Центральная Африка и Средняя Азия) |
|  |                                                            |

|  | [N] (Северная Азия, Северная Европа и Восточная Европа) |
|  |                                                         |
|  | [O] (Восточная Азия, Юго-Восточная Азия и Океания)      |
|  |                                                         |

| Макрогруппа R1 | \| \| [R1a] (Восточная Европа, Южная Азия и Средняя Азия) \| \| \| \| \| \| [R1b] (Западная Европа, Центральная Африка и Средняя Азия) \| \| \| \| |
|                | \| \| [R1a] (Восточная Европа, Южная Азия и Средняя Азия) \| \| \| \| \| \| [R1b] (Западная Европа, Центральная Африка и Средняя Азия) \| \| \| \| |
|                | [R2] (Южная Азия) |
|                | |
|                | [R1a] (Восточная Европа, Южная Азия и Средняя Азия)                                                                                                |
|                | |
|                | [R1b] (Западная Европа, Центральная Африка и Средняя Азия)                                                                                         |
|                | |

|  | [R1a] (Восточная Европа, Южная Азия и Средняя Азия)        |
|  |                                                            |
|  | [R1b] (Западная Европа, Центральная Африка и Средняя Азия) |
|  |                                                            |

| Макрогруппа R1 | \| \| [R1a] (Восточная Европа, Южная Азия и Средняя Азия) \| \| \| \| \| \| [R1b] (Западная Европа, Центральная Африка и Средняя Азия) \| \| \| \| |
|                | \| \| [R1a] (Восточная Европа, Южная Азия и Средняя Азия) \| \| \| \| \| \| [R1b] (Западная Европа, Центральная Африка и Средняя Азия) \| \| \| \| |
|                | [R2] (Южная Азия) |
|                | |
|                | [R1a] (Восточная Европа, Южная Азия и Средняя Азия)                                                                                                |
|                | |
|                | [R1b] (Западная Европа, Центральная Африка и Средняя Азия)                                                                                         |
|                | |

|  | [R1a] (Восточная Европа, Южная Азия и Средняя Азия)        |
|  |                                                            |
|  | [R1b] (Западная Европа, Центральная Африка и Средняя Азия) |
|  |                                                            |

Древо именованных субклад макрогруппы K(xLT) и определяющие их мутации на начало 2013 года выглядят следующим образом (нисходящие ветви гаплогрупп опущены):
K(xLT) (M526/PF5979)
- K(xLT)* -
- K1 (P60, P304, P308)
- K2 (P79, P299, P307)
- K3 (P261, P263)
- M (P256, Page93)
- NO (M214/Page39, P188, P192, P193, P194, P195)
  - NO* -
  - N (M231/Page91, Page56/S323)
  - O (M175, P186, P191, P196)
- P (92R7_1, 92R7_2, L138, L268, L405, L471/PF5989, L536/PF5860, L721/PF6020, L741, L768/PF5976/YSC0000274, L779/PF5907/YSC0000251, L781/PF5875/YSC0000255, M45/PF5962, M74/N12, P27.1_1/P207, P27.1_2, P69, P226/PF5879, P228/PF5927, P230/PF5925, P235/PF5946, P237/PF5873, P239, P240/PF5897, P243/PF5874, P244, P281/PF5941, P282/PF5932, P283/PF5966, P284, P295/PF5866/S8, Page83)
  - Q (M242)
  - R (M207/Page37/UTY2, P224, P227, P229, P232, P280, P285, S4, S9)
- S (M230,P202, P204)